# ImgTool Classic
ImgTool ClassicとはDVD DecrypterやDVDFab HD Decrypterなどで抽出したVOB、IFO、BUPで構成されるDVDファイルからISOイメージファイルやIMGファイルを作成するフリーウェアである。
なお、日本では、2012年6月20日に、DVDなどに用いられる「CSS」などの暗号型技術を、著作権法上の対象となる「技術的保護手段」に追加するDVDのリッピングの違法化を盛り込んだ著作権改正法案が可決されている。これに伴い、CSS等の保護技術を回避してのDVDのリッピングは私的複製の対象外となり違法行為となる（ただし、CSS等の保護技術が使われていないDVDのリッピングについては、改正後も従来と変わりはない）。CSSを回避するプログラム・装置を提供することについても規制され、刑罰の対象となる。よって、市販のDVDからDVD DecrypterやDVDFab HD Decrypterなどで抽出したデータを書き込む行為も違法である。

## 概要
- DVDファイルを本ソフトに読み込ませる際はVIDEO TSフォルダの中にファイル格納しVIDEO TSフォルダを指定する際はそのフォルダが保存されているフォルダごと指定する必要がある。
- VIDEO TSフォルダとともに他のフォルダやファイルもいっしよに格納されているとエラーが発生する可能性がある。また作成したイメージファイルはDVD Decrypterと連携してDVDに記録することができる。さらにベリファイも続けて行わせることも出来るほかISO、IMGイメージファイルに対応したライティングソフトウェアで書き込みが出来る。またDAEMON Toolsなどのディスクドライブ仮想化ソフトでマウントすることもできる。
- このソフトはインストーラーが付属しないため本ソフト使用する際は任意の場所でexeファイルを実行するだけで使用できる。またFAT32ファイルシステムのために設定で1ギガバイトサイズで分割する機能がある。DVDDexxxxxerとはDVD Decrypterのことである。